# Dana Tan
Dana Tan è un personaggio immaginario della serie televisiva a cartoni animati Batman of the Future, è la fidanzata ed in seguito moglie di Terry McGinnis, il nuovo Batman, e per la maggior parte della serie è all'oscuro del suo segreto.
Dana è una ragazza affascinante, solare, allegra, gentile e disponibile seppur molto testarda, forse anche più di Terry, e se da un lato questo li accomuna dall'altro li porta a molte discussioni e litigi, che nonostante ciò riescono sempre a superare.
In italiano è doppiata da Renata Bertolas.

## Biografia del personaggio
Dana è probabilmente nata a Gotham, sebbene non si sappia con esattezza quando. Non si hanno notizie di sua madre, ma durante la serie si conosce il padre (del quale non viene detto il nome), il cui atteggiamento protettivo nei suoi confronti fa presupporre che sia il solo genitore della ragazza in vita, dato che conobbe "Big Time" miglior amico di Terry, che il giovane incontrò a 14 anni quando finì in riformatorio. È probabile che Dana abbia conosciuto Terry, prima delle scuole medie, forse alle elementari. Nonostante avesse la fama del teppista, la ragazza supera i pregiudizi degli altri (tra cui anche il padre) e si avvicina molto a Terry, tanto che il rapporto tra i due è molto tenero e condividono un amore estremamente sincero: nonostante gli svariati litigi pare essere indissolubile. 
La migliore amica di Dana è Chelsea Cunningham, le due sono viste spesso insieme, ma ha un buon rapporto anche con Max Gibson, Blade Summer e Howard Groote; pare inoltre molto infastidita dagli atteggiamenti infantili assunti da Terry con Nelson e li considera spesso come "due immaturi". 
Terry, nonostante non lo dia sempre esplicitamente a vedere considera Dana la persona più importante della sua vita, e l'unico motivo per cui non le vuole rivelare il suo segreto è per proteggerla. Una prova dell'importanza che Dana ha per Terry sono le sue reazioni violente ed incontrollate quando la ragazza è in pericolo o le succede qualcosa; questa caratteristica, che l'accomuna con il padre porterà quest'ultimo a rivalutare il suo pensiero  a proposito del ragazzo, e ad appianare le divergenze con lui. Nonostante i numerosi flirt con altre ragazze, Terry rimarrà sempre fedele solo a Dana; inoltre non avrà mai rapporti particolarmente seri con le altre ragazze, eccezion fatta che per Melanie Walker. La donna adatta per lui sarà sempre Dana.
Nell'episodio della serie Justice League Unlimited intitolato Epilogo, finale ufficiale della serie, ambientato dodici anni dopo il film Batman of the Future: Il ritorno del Joker (e quindi 15 anni da quando Terry è diventato Batman), i due, ormai divenuti adulti, discorrono nel parco della loro relazione, (dopo che Terry ha scoperto di essere stato biologicamente clonato da Bruce ed è stato sconvolto dalla scoperta); nel dialogo scopriamo che nel corso degli anni Terry ha rivelato il suo segreto alla donna che pare aver accettato tutto già da tempo. Prima di salutarsi poiché il giovane ha bisogno di tempo per riflettere sulla sua vita, la ragazza gli dice che lo aspetterà. Alla fine dell'episodio, dopo che ha parlato con la sua "creatrice" Terry comprende chi è davvero ed accetta in pace il suo destino. Prese le redini della sua vita, il ragazzo telefona a Dana e le dice che ha qualcosa di importante da dirle; mentre parla tira fuori dalla tasca una scatola contenente un anello di fidanzamento.

## Curiosità
- Nell'episodio Epilogo che la mostra da adulta, il suo design e in particolare il taglio dei capelli, è visibilmente ispirato a Selina Kyle.
- A differenza di Terry, Dana ha la patente e guida un'automobile volante di colore rosa. Color crema a partire dalla seconda stagione.
- Ha una forte fobia per i ratti fin da bambina, superata nel ventiduesimo episodio della seconda stagione.
- È di origini asioamericane da parte di padre.